# Lambaesis
Lambaesis var en antik stad och lägerort i Numidien, dagens Algeriet.
Lamabaesis var från Hadrianus tid fram till omkring 400 e. Kr. förläggningsort för en legion. Lambaesis utgrädes i början av 1900-talet av franska arkeologer.